# 국기전
국기전(國棋戰)은 경향신문이 주최한 대한민국의 바둑 기전이다. 1988년 13기를 임시 중단했다가  이후 1992년 15기로 부활하여 1996년 19기를 끝으로 잠정 중단되었다.

## 역대 우승자
- 는 도전자, 단위는 당시 프로기사 기준

| 회수 | 연도 | 우승    | 전적  | 준우승      |
| ---- | ---- | ------- | ----- | ----------- |
| 1    | 1976 | 조훈현  | 2 - 0 | (故)장두진  |
| 2    | 1977 | 조훈현  | 2 - 1 | *서봉수     |
| 3    | 1977 | 조훈현  | 3 - 0 | *서봉수     |
| 4    | 1979 | 조훈현  | 3 - 0 | *(故)하찬석 |
| 5    | 1980 | 조훈현  | 3 - 0 | *서봉수     |
| 6    | 1981 | *서봉수 | 3 - 2 | 조훈현      |
| 7    | 1982 | *조훈현 | 3 - 2 | 서봉수      |
| 8    | 1983 | 조훈현  | 3 - 0 | *서봉수     |
| 9    | 1984 | 조훈현  | 3 - 1 | *서봉수     |
| 10   | 1985 | 조훈현  | 3 - 0 | *서봉수     |
| 11   | 1986 | 조훈현  | 3 - 0 | *서봉수     |
| 12   | 1987 | 조훈현  | 3 - 1 | 강훈(大)    |
| 13   | 1988 | 조훈현  | 3 - 0 | *강훈(大)   |
| 14   | 1989 | *서봉수 | 3 - 2 | 조훈현      |
| 15   | 1992 | 서봉수  | 3 - 1 | *조훈현     |
| 16   | 1993 | *이창호 | 3 - 1 | 서봉수      |
| 17   | 1994 | 이창호  | 3 - 1 | *김승준     |
| 18   | 1995 | 이창호  | 3 - 0 | *유창혁     |
| 19   | 1996 | 이창호  | 3 - 2 | *양재호     |